# Saint-Rémy (Deux-Sèvres)
Saint-Rémy é uma comuna francesa na região administrativa da Nova Aquitânia, no departamento de Deux-Sèvres. Estende-se por uma área de 13,64 km². Em 2010 a comuna tinha 1 138 habitantes (densidade: 83,4 hab./km²).